# José María Sánchez Guerra
José María Sánchez Guerra, conegut com a Job, (Badajoz, 6 de setembre de 1959) és un exfutbolista professional extremeny de les dècades de 1980 i 1990.

## Trajectòria
Fou un lateral dret format al CD Badajoz, que l'any 1981 fitxà pel RCD Espanyol. Durant gairebé tota la dècada dels 1980 fou l'amo de la banda dreta de l'equip, amb qui va disputar 184 partits de lliga amb el club i va marcar tres gols. A més, fou un dels membres de l'equip que fou subcampió de la Copa de la UEFA 1987-1988, en la qual disputà set partits. L'any 1988, divergències amb l'entrenador Javier Clemente el portaren a abandonar el club, fitxant pel Reial Betis. Al Betis jugà dues temporades, patint un descens i assolint un ascens de categoria. Posteriorment jugà al modest club CP Cristian Lay, a Tercera Divisió. Un cop acabada la seva etapa com a futbolista fou entrenador, dirigint diversos clubs extremenys, com el CD Badajoz, Don Bosco i Sanvicenteño.